# Nattfjäril (musikalbum)
Nattfjäril är ett studioalbum av det svenska dansbandet Wizex, utgivet i april 1982. Det placerade sig som högst på 21:a plats på den svenska albumlistan. Albumet var bandets sista med Kikki Danielsson som sångerska.

## Låtlista

### Sida A
| Nr | Titel                                                              | Låtskrivare                                  | Längd |
| -- | ------------------------------------------------------------------ | -------------------------------------------- | ----- |
| 1. | "Ljuset i din natt"                                                | Anders Glenmark                              | ?     |
| 2. | "Nattens sista ängel (Angel of the Morning)"                       | Chip Taylor, Ronnie Carlsson                 | ?     |
| 3. | "Help Get Me Some Help"                                            | Nelly Byl, Daniel Vangarde                   | ?     |
| 4. | "Att det kan vara så svårt att vara ensam (If You Think You Know)" | Mike Chapman, Nicky Chinn, Tommy Stjernfeldt | ?     |
| 5. | "There's a Guy Works Down the Chip Shop Swears He's Elvis"         | Kirsty MacColl, Rambow                       | ?     |
| 6. | "När dimman lättar"                                                | Tommy Stjernfeldt                            | ?     |

### Sida B
| Nr  | Titel                                       | Låtskrivare                     | Längd |
| --- | ------------------------------------------- | ------------------------------- | ----- |
| 7.  | "Nattfjäril"                                | Lars Hagelin, Tommy Stjernfeldt | ?     |
| 8.  | "Tåget måste gå"                            | Tommy Stjernfeldt               | ?     |
| 9.  | "Queen of Hearts"                           | Hank Devito                     | ?     |
| 10. | "Good Year for the Roses"                   | Jerry Chesnut                   | ?     |
| 11. | "Bränner som eld (Shot Full of Love)"       | Bob Mcdill, Kikki Danielsson    | ?     |
| 12. | "Johnny Rocker"                             | Tommy Stjernfeldt               | ?     |
| 13. | "All Alone am I (Min ton rotas ton ourano)" | Manos Hadjidakis, Arthur Altman | ?     |

## Listplaceringar
| Lista (1982) | Topplacering |
| ------------ | ------------ |
| Sverige      | 21           |

## Medverkande[3]
- Elbas – Mats Nilsson
- Trummor – Jerker Nilsson
- Gitarr – Tommy Karlsson
- Guitar, sång – Tommy Stjernfeldt
- Piano, Synt – Lars Hagelin
- Producent – Lennart Sjöholm
- Sång – Kikki Danielsson